# People Get Ready: The Curtis Mayfield Story
People Get Ready: The Curtis Mayfield Story è una raccolta in 3 CD (più un piccolo Book) delle opere più importanti della carriera artistica di Mayfield edito dall'etichetta RHINO nel 1996

## Tracce
Il 1° CD contiene:
1. “Gypsy Woman” - The Impressions
2. “It's All Right” - The Impressions
3. “I'm So Proud” - The Impressions
4. “Keep On Pushing” - The Impressions
5. “Amen” - The Impressions
6. “People Get Ready” - The Impressions
7. “Woman's Got Soul” - The Impressions
8. “We're a Winner” - The Impressions
9. “I Loved and I Lost” - The Impressions
10. “Fool for You” - The Impressions
11. “This is My Country” - The Impressions
12. “Choice of Colors” - The Impressions
13. “The Makings of You”
14. “(Don't Worry) If There's a Hell Below, We're All Going to Go”
15. “Move On Up”
16. “We People Who are Darker than Blue”
17. “Check Out Your Mind”
18. “Mighty Mighty (Spade and Whitey)”
19. “Stone Junkie”

Il 2° CD contiene: 
1. “Beautiful Brother of Mine"
2. “Get Down”
3. “We Got To Have Peace”
4. “Freddie's Dead (Theme from Superfly)”
5. “Superfly (song)”
6. “Give Me Your Love”
7. “Pusherman”
8. “Future Shock”
9. “If I Were Only a Child Again”
10. “Can't Say Nothin'”
11. “Kung Fu”
12. “Sweet Exorcist”
13. “To Be Invisible”
14. “Mother's Son”
15. “Billy Jack”
16. “So in Love”

Il 3° CD contiene:
1. “Only You Babe”
2. “Party Night”
3. “Mr. Welfare Man”
4. “Show Me Love”
5. “Do Do Wap is Strong in Here”
6. “You Are, You Are”
7. “Do It All Night”
8. “You're So Good to Me”
9. “Between You Baby and Me”
10. “Love's Sweet Sensation”
11. “Love Me, Love Me Now”
12. “Tripping Out”
13. “She Don't Let Nobody (But Me)”
14. “Baby It's You”
15. “Homeless”
16. “Do Be Down”